# 宜绵
宜绵（穆麟德轉寫：imiyan，18世纪—1812年），清朝大臣，满洲正白旗人，鄂济氏，原名尚安（穆麟德轉寫：šanggan）。
生员出身。由兵部笔帖式充军机章京，转任员外郎。从军征金川，晋升为郎中。历任直隶口北道、任陕西布政使。乾隆四十六年（1781年），从西安将军伍尔泰镇压甘肃苏四十三起义。乾隆四十七年（1782年），擢广东巡抚。因为枉断控案被革职，后来担任乌鲁木齐都统。任内将乌鲁木齐所属的六州县等地历年征收的粮食和贮存的粮食分三年春季出粜，秋天再买回来补仓，还将乌鲁木齐应征地粮减半。乾隆五十九年（1794年），赈济固关灾民，被乾隆帝赐名宜绵。乾隆六十年（1795年），任陕甘总督，搜查西安府铺户所藏玉器。川楚陕白莲教起义爆发，命在西安办理粮饷。后来率军入川，兼管四川总督事务，多次战役失利。广州将军明亮革职后，他受命统军。嘉庆四年（1799年），因为不亲临战阵降三等侍卫。因为任内军需冒滥，被革职发往伊犁。释回后擢大理寺卿。嘉庆十一年（1806年）腿病复发，准其开缺。

## 延伸阅读
[在维基数据编辑]
 《清史稿/卷345》，出自趙爾巽《清史稿》